# Антица (филм)
Антица је југословенски телевизијски филм из 1969. године. Режирао га је Ацо Алексов а сценарио је написао Коле Чашуле.

## Улоге
| Глумац              | Улога |
| ------------------- | ----- |
| Стојка Цекова       |       |
| Цветанка Јакимовска |       |
| Тодор Николовски    |       |
| Петре Прличко       |       |